# 革命的人民解放党・戦線

党旗

革命的人民解放党・戦線（トルコ語:Devrimci Halk Kurtuluş Partisi-Cephesi DHKP/C）とは、トルコの極左過激派組織。1978年に「革命的左翼」（トルコ語:Devrimci Sol）として結成。1994年に現組織となる。 
組織名からもわかる通り、「党」を名乗る合法・公然部門と「戦線」を名乗る非合法・非公然部門に分かれている。ただ、組織そのものがトルコ政府により非合法化されており、トルコの議会に議席は持っていない。

## 概要
マルクス・レーニン主義を基本理念とし、社会主義革命、欧米の帝国主義の手先と見做しているトルコ政府の転覆を目指している。反米・反NATOを強硬に主張。

## テロ行為
21世紀に入って以降、警察施設や政府関係施設、外国大使館などに自爆テロや爆弾テロを活発に行うようになっており、2015年1月6日にはイスタンブールの観光地、スタルンアフメット地区の派出所で自爆テロを起こし、警察官2人を殺害した。これらのことから、トルコ政府のみならず、アメリカ合衆国、欧州連合、イギリス内務省がDHKP/Cをそれぞれテロ組織と認定している。

## 支援網
トルコ国内とヨーロッパにDHKP/Cに対する大規模な支援ネットワークがあると言われている。